# Leidse stadstram

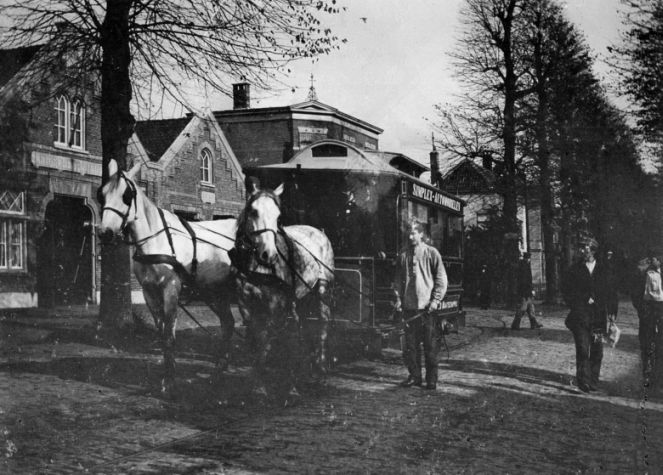
Paardentram van de "Leidsche Tramway Maatschappij" bij de remise aan de Hoge Rijndijk in oktober 1899

De Leidse stadstram is de verzamelnaam voor een aantal tramdiensten in Leiden en Oegstgeest, die gereden hebben in de periode 1879-1960.

## Paardentram 1879-1911
Op 22 november 1879 reed in Leiden de eerste paardentram. Het paardentramnet werd geëxploiteerd door de Fa. Crans & Co. uit Den Haag onder de naam L.T.M. (Leidsche Tramway Maatschappij). Het net bestond aanvankelijk uit twee lijnen. De eerste verbond het Stationsplein via de Breestraat en de Hogewoerd met de Plantage. De tweede lijn takte bij de Blauwpoortsbrug van de eerste af en liep via de Haarlemmerstraat naar de Haven. De totale netlengte bedroeg 3,2 kilometer. De trambaan was grotendeels enkelsporig uitgevoerd op normaalspoor (1435 mm) en had enkele wisselplaatsen. De remise en de stallen bevonden zich aan het Zigeunerplein (in de omgeving van het huidige Veerhuis), nabij het eindpunt Plantage. Het rollend materieel bestond uit 8 tramrijtuigen van het fabricaat Beijnes.
De frequentie van de tram bedroeg aanvankelijk 15 minuten, maar werd in de loop van de jaren opgevoerd tot 5 à 6 minuten. De lijn kende geen vaste halteplaatsen; overal kon men de tram door handopsteken doen stoppen. Een enkele rit kostte het voor die tijd aanzienlijke bedrag van 10 cent, wat de paardentram stempelde tot een vervoermiddel voor de gegoede burger.
De lijn naar de Haven was zeker in de winter geen succes. Hij werd in 1882 omgezet in een zomerlijn. In november 1883 werd het vervoer op deze lijn definitief gestaakt. Het Leidse paardentram’net’ bestond nu alleen uit de 2,3 kilometer lange lijn Station – Plantage.
De Leidse paardentram kende aanvankelijk een wankel bestaan, niet zelden op de rand van een faillissement. In 1882 werd de Fa. Crans & Co., en daarmee de Leidse tram, overgenomen door Tramways Trust Company Ltd. te Londen. In 1886 veranderde de tram opnieuw van eigenaar. Hij werd overgenomen door de Rotterdamsche Tramweg Maatschappij, waarna financiële stabiliteit intrad. Het topjaar van de tramlijn was 1906; in dat jaar werden 492.000 passagiers vervoerd.

## Elektrische tram 1911-1960

#### Geschiedenis

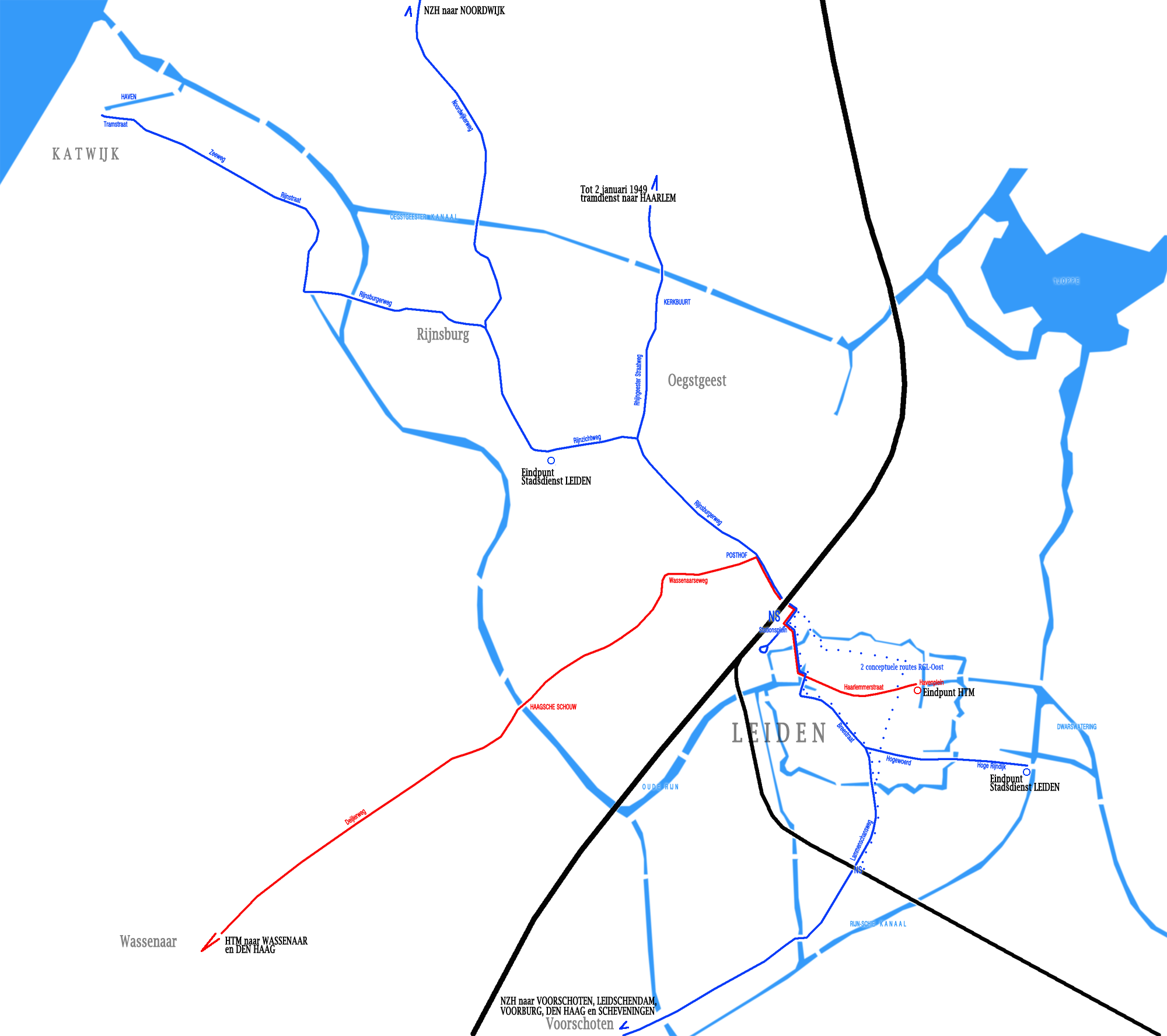
Kaart van de routes van de Blauwe Tram en de Gele Tram in de Leidse regio tot 1961.

In 1911 werd de Leidse paardentramlijn, die sinds 1909 in eigendom was van de Noord-Zuid-Hollandsche Tramweg-Maatschappij (NZHTM), geëlektrificeerd, tegelijk met de stoomtramverbinding Leiden – Katwijk / Noordwijk. Verder werd de lijn doorgetrokken van de Plantage naar de Hoge Rijndijk, bij de Wilhelminabrug. De lijn werd bovendien grotendeels dubbelsporig gemaakt en kreeg nu wel vaste halteplaatsen.
In 1915 werd een elektrische tramlijn Leiden Station – Oegstgeest Endegeest geopend, die gebruik maakte van de sporen van de lijn Leiden - Katwijk. Deze zeer korte lijn (ca. 1,5 kilometer) was in de beginjaren niet erg succesvol en werd meerdere keren opgeheven en later weer in het leven geroepen.
In 1919 en 1920 werden in de zomermaanden doorgaande ritten uitgevoerd op het traject Hoge Rijndijk – Noordwijk.
In 1924 werd de Leidse stadstram, op dat moment alleen bestaande uit de lijn Hoge Rijndijk – Station, opgenomen in het net van de Blauwe Tram van de NZHTM.
In 1928 werd deze lijn van Leiden Station doorgetrokken naar Oegstgeest Endegeest. Aanvankelijk reden niet alle trams vanaf de Hoge Rijndijk door naar Oegstgeest. Sommige hadden hun eindpunt nog op het Stationsplein.
Het Oegstgeester eindpunt van deze lijn werd in de loop der jaren telkens verplaatst: in 1932 naar de Leidse Buurt, in 1933 naar de Wyttenbachweg, in 1938 naar de Toorenveltstraat. In 1949, na opheffing van de lijn Haarlem – Leiden, werd het eindpunt verplaatst naar Oegstgeest Kerkbuurt. De lijn Leiden – Oegstgeest bereikte daarmee zijn maximale lengte van 6 km.
De tram reed in het algemeen met een hoge frequentie van 5 à 6 minuten. In sommige perioden werd om de 7 à 8 minuten gereden. De dienst was zeer onregelmatig doordat bij het station Leiden een drukke gelijkvloerse spoorwegovergang moest worden gepasseerd, terwijl de Blauwpoortsbrug vaak geopend was voor het scheepvaartverkeer. In 1955 werd een spoorwegviaduct in gebruik genomen, wat de regelmaat ten goede kwam.
Op 7 oktober 1960 werd de Leidse stadstram opgeheven, tegelijk met de tramlijn Leiden - Katwijk. Er zijn geen herinneringen op straat te vinden.

#### Materieel

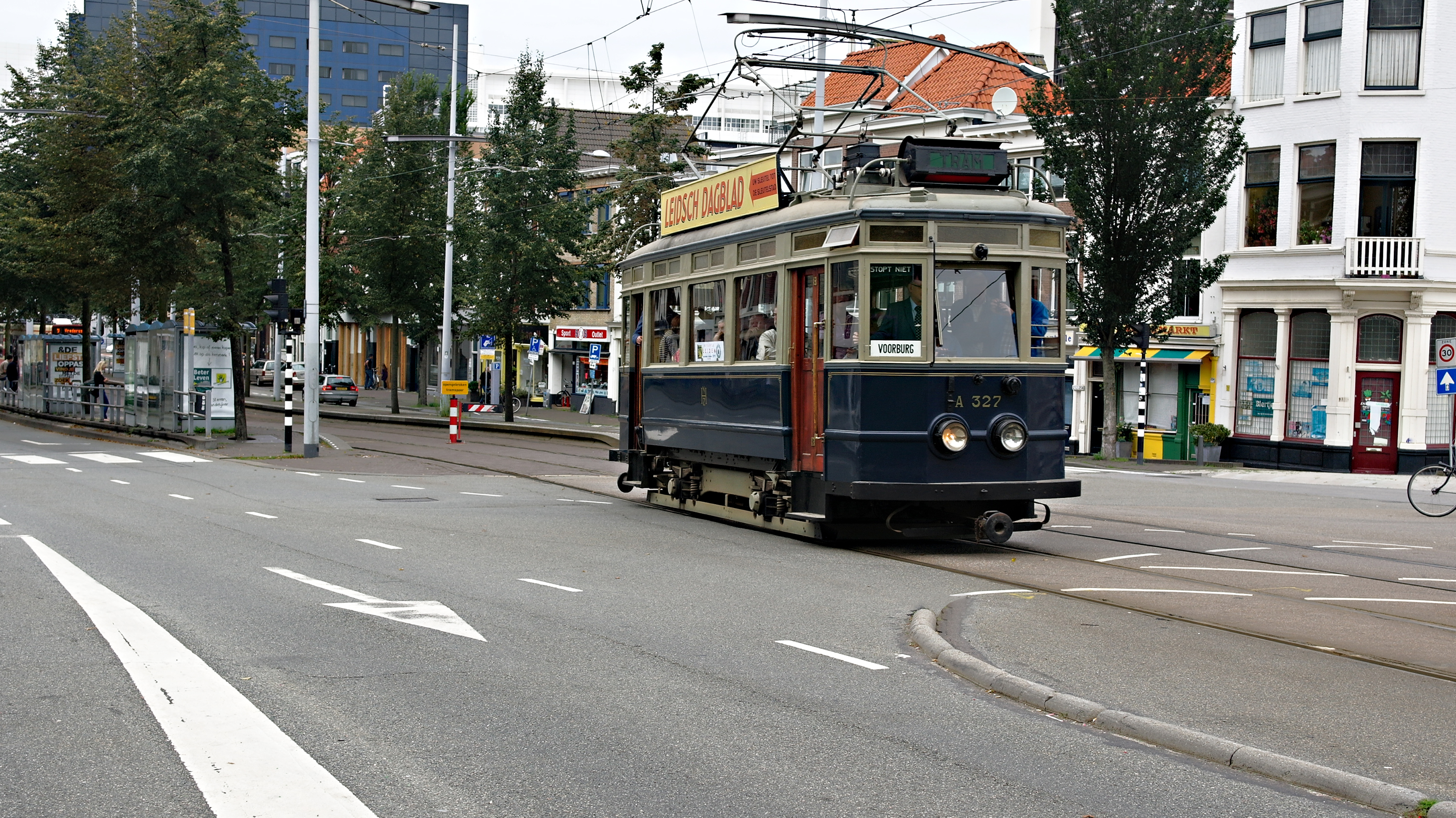
Motorwagen A327 heeft dienstgedaan op de stadstramlijnen van Leiden en Haarlem. Deze wagen is gerestaureerd door de Tramweg-Stichting en sinds 1981 rijvaardig. Den Haag, Spui; 2011.

De lijn werd geëxploiteerd met losse tweeassige motorwagens zonder bijwagen. In gebruik was het volgende materieel:
- A301-308, in 1911-'12 gebouwd door Van der Zypen & Charlier en tot 1918 genummerd C1-8;
- A309-312, in 1912 gebouwd door Beijnes en tot 1918 genummerd C9-12.

In bepaalde perioden maakte de Leidse stadstram ook gebruik van motorwagens uit de volgende series:
- A328-330, in 1918 gebouwd door Beijnes;
- A351-358, in 1927 gebouwd door Allan (op grond van de wijze van cardanaandrijving de Cardanmotorwagens genoemd).

Al dit materieel werd in 1948-'49 gesloopt en vervangen door motorwagens die afkomstig waren van de opgeheven Haarlemse stadstram:
- A313-327, in 1913-'14 gebouwd door Beijnes. Zij waren vrijwel gelijk aan de gesloopte A301-312 en A328-330, maar hadden in de jaren dertig een groter motorvermogen gekregen. Motorwagen A327 is als museumtram bewaard gebleven.

Hiermee werd de Leidse stadstram verder geëxploiteerd, maar in de jaren 1959-'60 werden ook enkele vierassige motorwagens ingezet:
- A512-516, in 1930 gebouwd door Beijnes.

## Interlokale tramverbindingen in Leiden

Laatste rit van de tram van Leiden naar Den Haag, in de Breestraat te Leiden; 9 november 1961.

In het bloeitijdperk van de streektram was Leiden een waar tramknooppunt. Binnen de gemeente Leiden hebben de volgende interlokale tramlijnen gereden:
- Tramlijn Leiden - Katwijk via Oegstgeest Leidse Buurt – Rijnsburg (1881-1960).
- Tramlijn Leiden Noordeinde - Den Haag via De Vink – Voorschoten – Veur – Voorburg (1882-1924).
- Leiden Station – Den Haag via Leiden Centrum (Breestraat) – Voorschoten – Veur / Leidschendam – Voorburg (1924-1961).
- Leiden Haarlemmerstraat - Den Haag via Leiden Station – Wassenaar (1925-1961). Deze "Gele Tram" volgde binnen Leiden exact de route die de paardentram naar de Haven in de jaren 1879-83 gereden had.
- Leiden Station – Haarlem via Oegstgeest Leidsebuurt, Oegstgeest Kerkbuurt en de Bollenstreek (1881-1949).

Vanaf de jaren 60 van de 20ste eeuw zijn er diverse plannen opgesteld voor een terugkeer van interlokale tramverbindingen in de regio Leiden. Het meest kansrijk daarvan was de RijnGouweLijn van de provincie Zuid-Holland, die een verbinding beoogde tussen het Groene Hart en de kust. Het plan voor een nieuwe tramverbinding door het centrum van Leiden stuitte op veel bezwaren. In 2012 besloot het nieuw aangetreden provinciebestuur, mede uit geldgebrek, de RGL "definitief" niet aan te leggen. In 2021 is er toch weer een plan voor een tramverbinding tussen Leiden en de kust.